# Ceresium miserum
Ceresium miserum là một loài bọ cánh cứng trong họ Cerambycidae.